# Café Reale

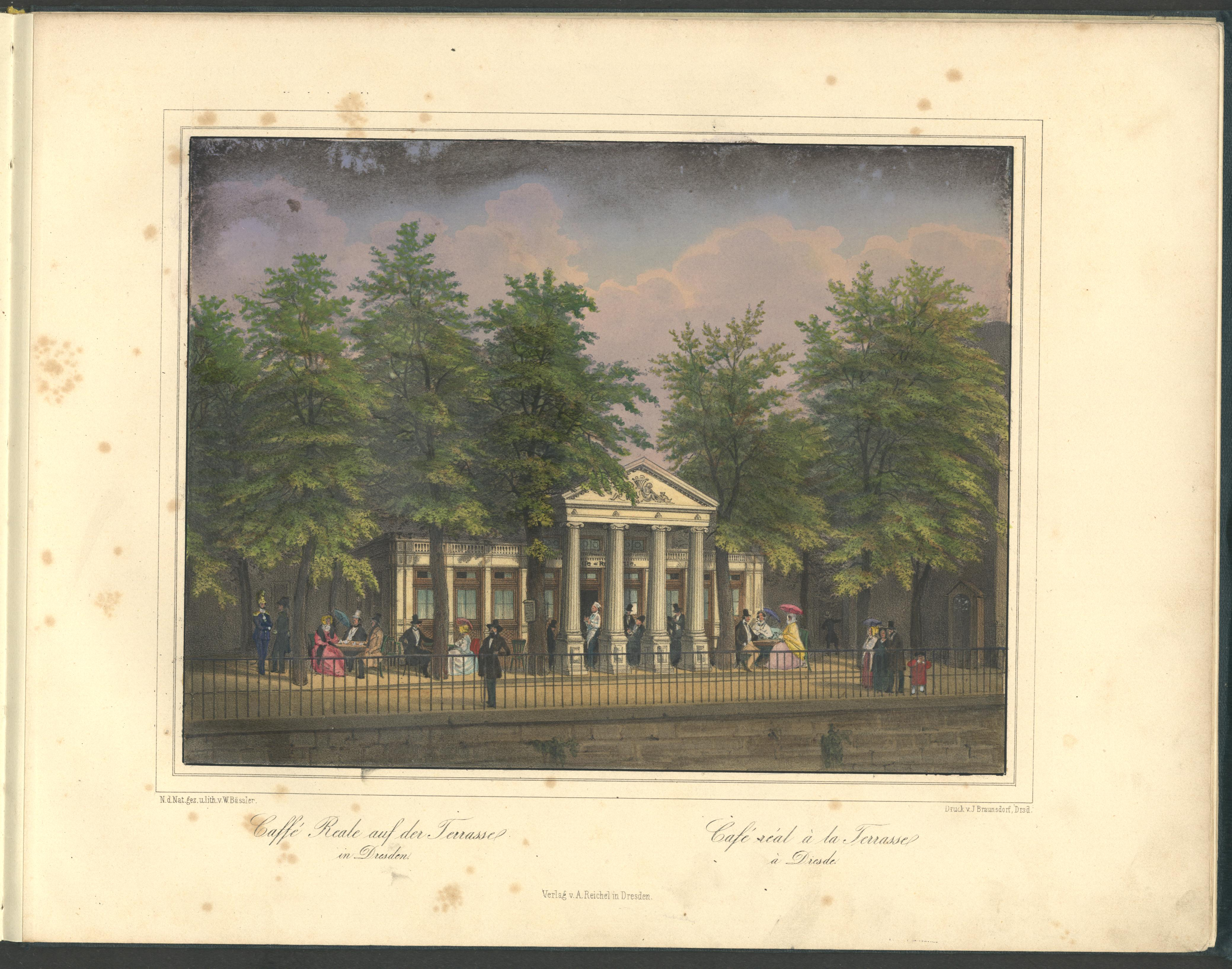
Das Café Reale, um 1852

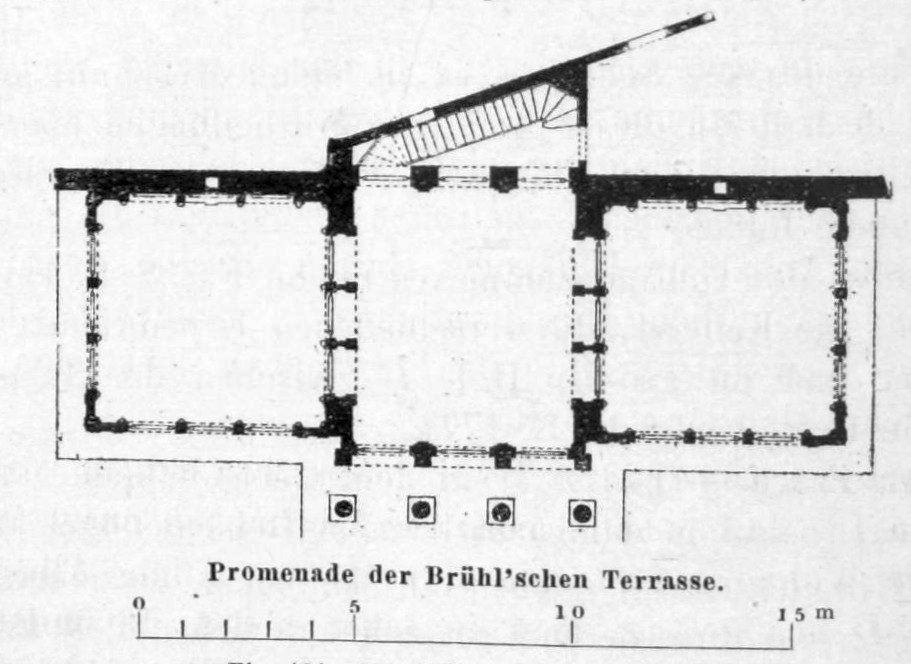
Grundriss vom Café Reale

Das Café Reale war ein Kaffeehaus auf der Brühlschen Terrasse in Dresden. Im Jahr 1886 wurde es für den Bau der Kunstakademie abgerissen.

## Geschichte
Das Café Reale wurde 1843 durch Otto von Wolframsdorf als Gaststätte auf der Brühlschen Terrasse geplant und erbaut. Das Gebäude wurde einem griechischen Tempel nachempfunden und besaß drei Salons, von denen einer als Verkaufsraum genutzt wurde. Weitere Räume waren als Spiel-, Raucher- und Konversationszimmer angelegt. Im Sommer konnten Gäste auch auf der Terrasse speisen.
Bis Mitte des 19. Jahrhunderts entwickelte sich das Café Reale auch aufgrund seiner zentralen Lage zu einem der beliebtesten Kaffeehäuser Dresdens. Unter der Leitung des Italieners Johann Hercules Samuel Torniamenti, der seit 1830 in Dresden unter anderem beim Konditor Baldini gelernt hatte, erlebte das Café Reale seine wirtschaftliche Blütezeit. Torniamenti zog sich um 1865 von der Leitung des Cafés zurück und übergab das Geschäft seinem Oberkellner Gottlob Lamm.
Um 1885 wurde vom Dresdner Stadtrat der Bau der neuen Kunstakademie beschlossen, der an der Stelle des Café Reale entstehen sollte. Im Oktober 1886 fand der letzte Arbeitstag im Café statt, an dem der bereits 80-jährige Torniamenti noch einmal persönlich servierte. Nach dem Abriss des Café Reale erfolgte ab 1887 der Bau der Kunstakademie durch Constantin Lipsius.

## Spuren

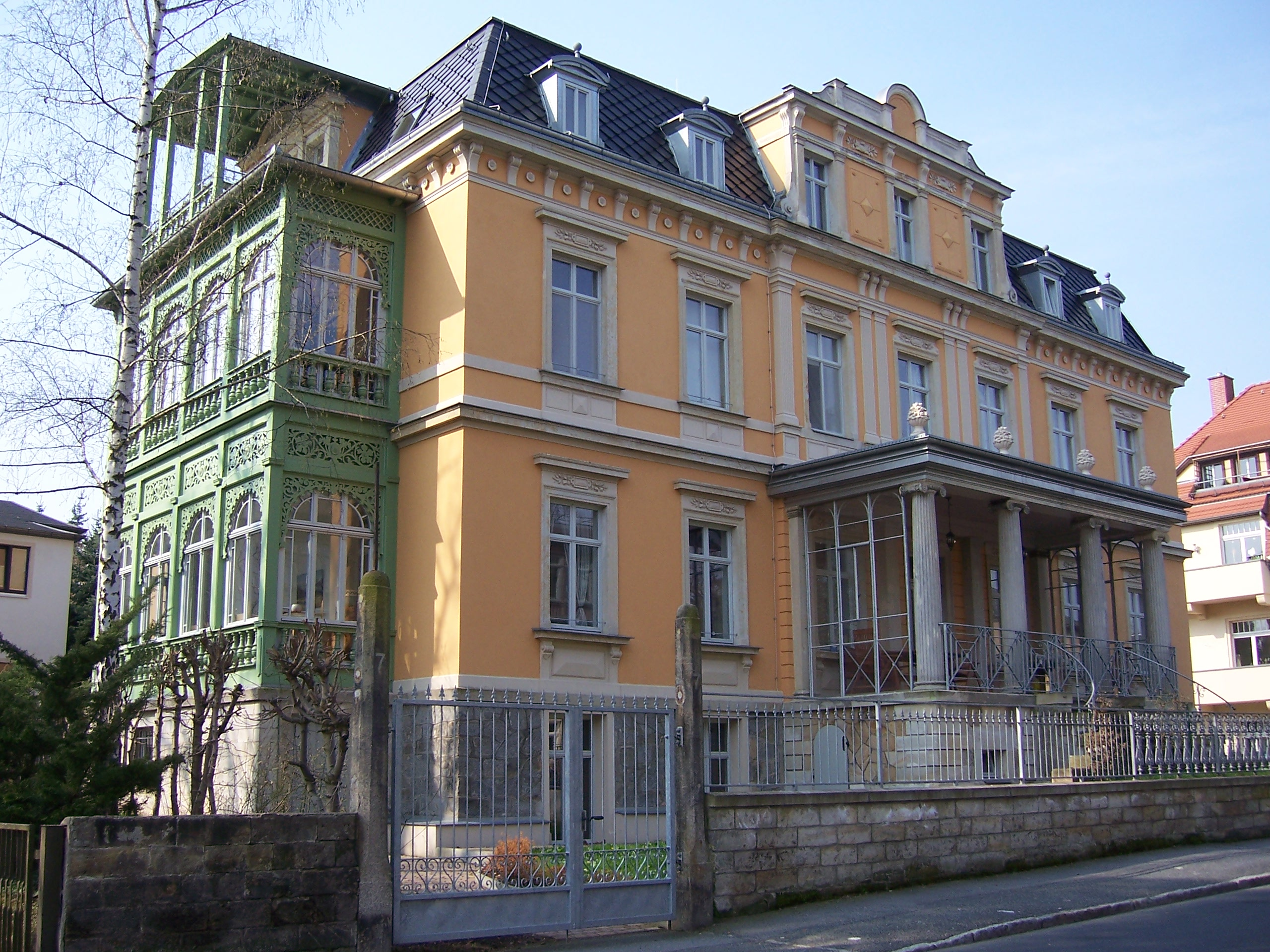
Die „Bürgerschänke“ in Dresden-Klotzsche

Das Grab des Pächters des Café Reale, Torniamenti († 12. Januar 1890), befindet sich noch heute auf dem Alten Katholischen Friedhof in Dresden. Die vier charakteristischen Säulen des Café Reale wurden 1887 auf Initiative von Friedrich August Quosdorf gerettet und in das Gasthaus „Goldener Apfel“ (heute „Bürgerschänke“) im damals eigenständigen Klotzsche integriert.
Johann Hercules Samuel (oder Giovanni Ercole) Torniamenti wohnte in Serkowitz in einer Villa in der heutigen Eduard-Bilz-Straße 30, wo er auch starb. Er war verheiratet mit Amalie Louise geb. Berge. Er stiftete nach ihrem Tod 12.000 Mark, aus deren Zinsen „drei unbescholtene Kötzschenbrodaer Bräute“ unterstützt werden sollten. Diese Erbschaft Kötzschenbrodas ist als Torniamenti-Stiftung aktenmäßig dokumentiert und hat bis 1929 bestanden.